# Iris Duquesne
Iris Duquesne (Bordeaux, 22 april 2003) is een Frans klimaatactiviste.

## Biografie
Iris Duquesne werd in 2003 geboren in Bordeaux. In 2019 verhuisde ze naar San Francisco, waar haar vader een baan als ingenieur bij Apple had aangenomen en ging ze studeren aan de Carlmont High School in Belmont (Californië), Verenigde Staten. Sinds augustus 2021 volgt ze studies voor een BA in politieke wetenschappen aan de Concordia-universiteit in Montréal (Canada).

## Activisme
Duquesne leerde voor het eerst over de opwarming van de Aarde en de gevolgen er van in de lagere school. Iris Duquesne zegt dagelijks aandacht te besteden aan recycling, haar vleesconsumptie en haar reizen. Simpele gebaren, die ze op de middelbare school probeerde over te brengen op haar familie en vrienden, maar van burgerlijke ongehoorzaamheid zoals de acties van Extinction Rebellion is voor haar geen sprake. Toen ze verhuisde naar Californië, sloot zich aan bij Heirs to our Oceans, een NGO voor het behoud van de oceanen die tienduizenden jonge mensen samenbrengt.
Tijdens de 2019 UN Climate Action Summit, op 23 september 2019 diende Duquesne samen met vijftien andere jongeren, waaronder Greta Thunberg, een klacht in bij het Comité voor de Rechten van het Kind van de Verenigde Naties en beschuldigde Argentinië, Brazilië, Duitsland, Frankrijk en Turkije het Verdrag inzake de rechten van het kind te schenden door de klimaatcrisis niet adequaat aan te pakken.